# 特里利斯齊
51°0′40″N 25°8′37″E / 51.01111°N 25.14361°E
特里利斯齊（烏克蘭語：Трилісці），是烏克蘭的村落，位於該國西部沃倫州，由盧茨克區負責管轄，面積0.51平方公里，海拔高度179米，2001年人口223，人口密度每平方公里441.58人。